# Gonneville-sur-Honfleur

Gonneville-sur-Honfleur este o comună în departamentul Calvados, Franța. În 1 ianuarie 2022 avea o populație de 855 de locuitori.